# قيثارة العشب
قيثار العشب هي رواية كتبها ترومان كابوت ونشرها في 1 أكتوبر 1951. وهي تحكي قصة صبي يتيم وسيدتين مسنّتين يراقبون الحياة من شجرة. يتركون في النهاية ملجأهم المؤقت ليصلحوا الأمور مع بعضهم ومع أفراد المجتمع الآخرين.

## ملخص الحبكة
تبدأ القصة بفقد كولين فينويك لأمه، ثم والده، والانتقال إلى منزل خالتيه (دوللي وڤيرينا). تعيش كاثرين، الخادمة، أيضًا في المنزل وتنسجم بمعظم الأوقات مع دوللي فقط. تشتهر دوللي بالدواء الذي تصنعه عن طريق الخروج إلى الغابة مع كاثرين وكولين وانتقاء النباتات بشكل عشوائي. ثم يذهبون إلى منزل شجرة قديم مستند إلى شجرة تشاينابيري. في يوم من الأيام، بعد أن كان لدى دوللي جدال مع ڤيرينا (تريد ڤيرينا إنتاج أدوية دوللي بكميات كبيرة)، تترك دوللي وكولين وكاثرين منزلهن ويبدأن في المشي. يذهبن إلى المنزل في شجرة تشاينابيري، ويقررون التخييم هناك. تُبلغ ڤيرينا، في هذه الأثناء، الشريف باختفاء أختها؛ يقوم الشريف بتنظيم فريق بحث، وفي النهاية يلقي بالقبض على كاثرين. خلال الرواية، يأتي آخرون للعيش في منزل الشجرة، مثل جادج كول ورايلي هندرسون. في ذروة الحدث، تؤدي المواجهة بين فريق البحث وسكان منزل الشجرة إلى إصابة رايلي بطلق ناري في الكتف. بعد أن يناقش جادج كول الموقف، يتفق الجميع على أنه كان صراعًا لا فائدة منه، وتُنشَّط العلاقات القديمة مرة أخرى. كثير من الناس يغادرون بمثابة أصدقاء. تنتهي القصة بأن «قيثارة عشب، تجمع، تروي، تعزف أصواتًا تُذكرُنا بقصة».

## وصلات خارجية
- قيثارة العشب على موقع الموسوعة البريطانية (الإنجليزية)

- The Grass Harp (1995 film)  في قاعدة بيانات الأفلام على الإنترنت (بالإنجليزية)